# Rovná (kraj Wysoczyna)
Rovná – gmina w Czechach, w powiecie Pelhřimov, w kraju Wysoczyna. 1 stycznia 2014 liczyła 60 mieszkańców.